# Schuman-Josaphat-Tunnel

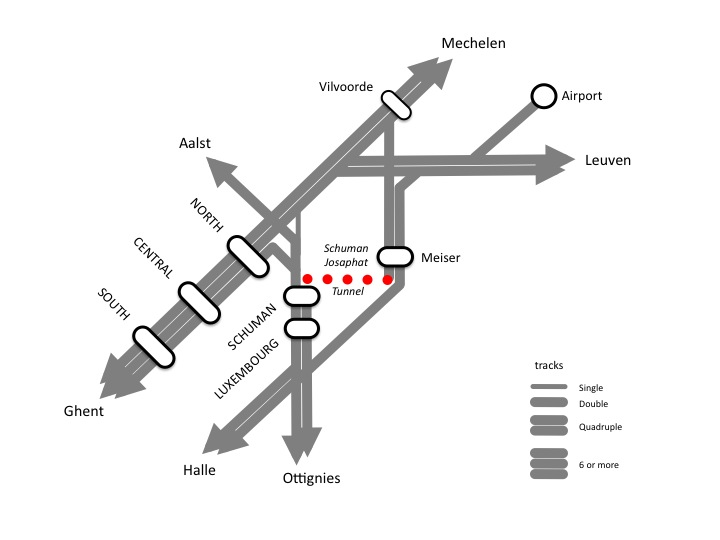
So fügt sich der Tunnel in das bestehende Bahnnetz ein

Der zweigleisige Schuman-Josaphat-Tunnel verbindet auf einer Länge von 1,25 km die Bahnhöfe Schuman und Meiser. Der Tunnel ist ein wichtiges Element der Modernisierung des Brüsseler Vorortzugsystems, welches unter S-Bahn Brüssel vermarktet wird.
Damit wird die Reisezeit vom Europaviertel zum Flughafen Zaventem von 30 Minuten auf weniger als 15 Minuten verkürzt und die Nord-Süd-Hauptbahnstrecke entlastet. Die Eröffnung erfolgte am 4. April 2016.

## Details

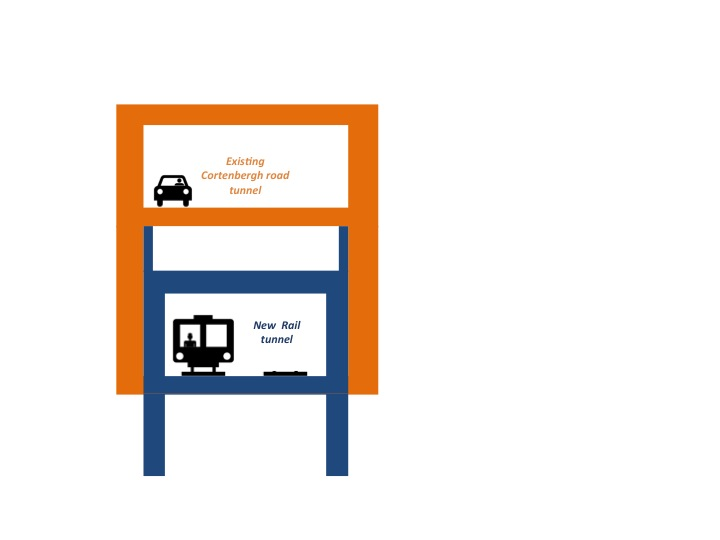
Eisenbahntunnel in blau, bestehender Autotunnel in orange

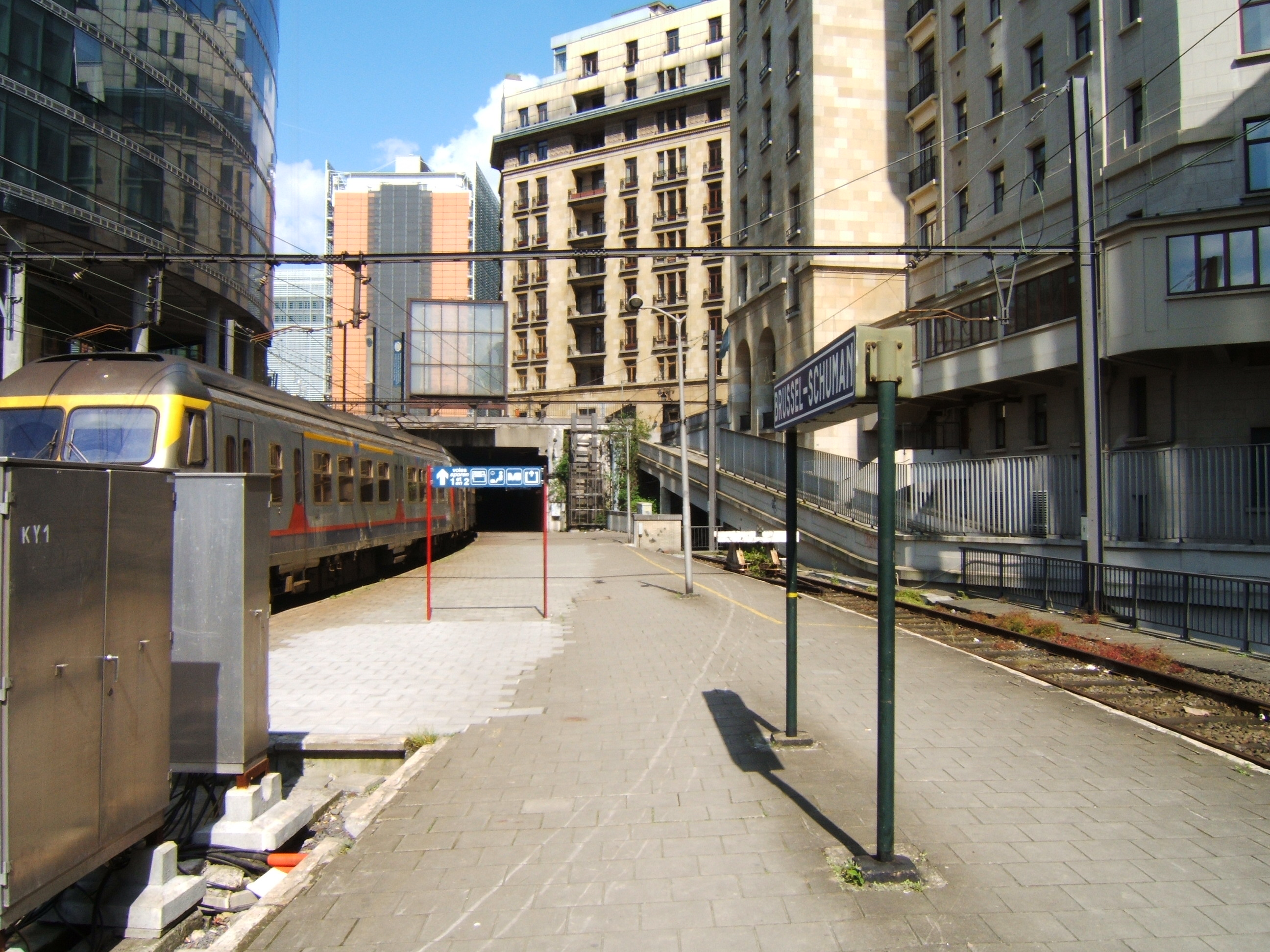
Bahnhof Schuman mit Blick in Richtung Schuman-Josaphat-Tunnel

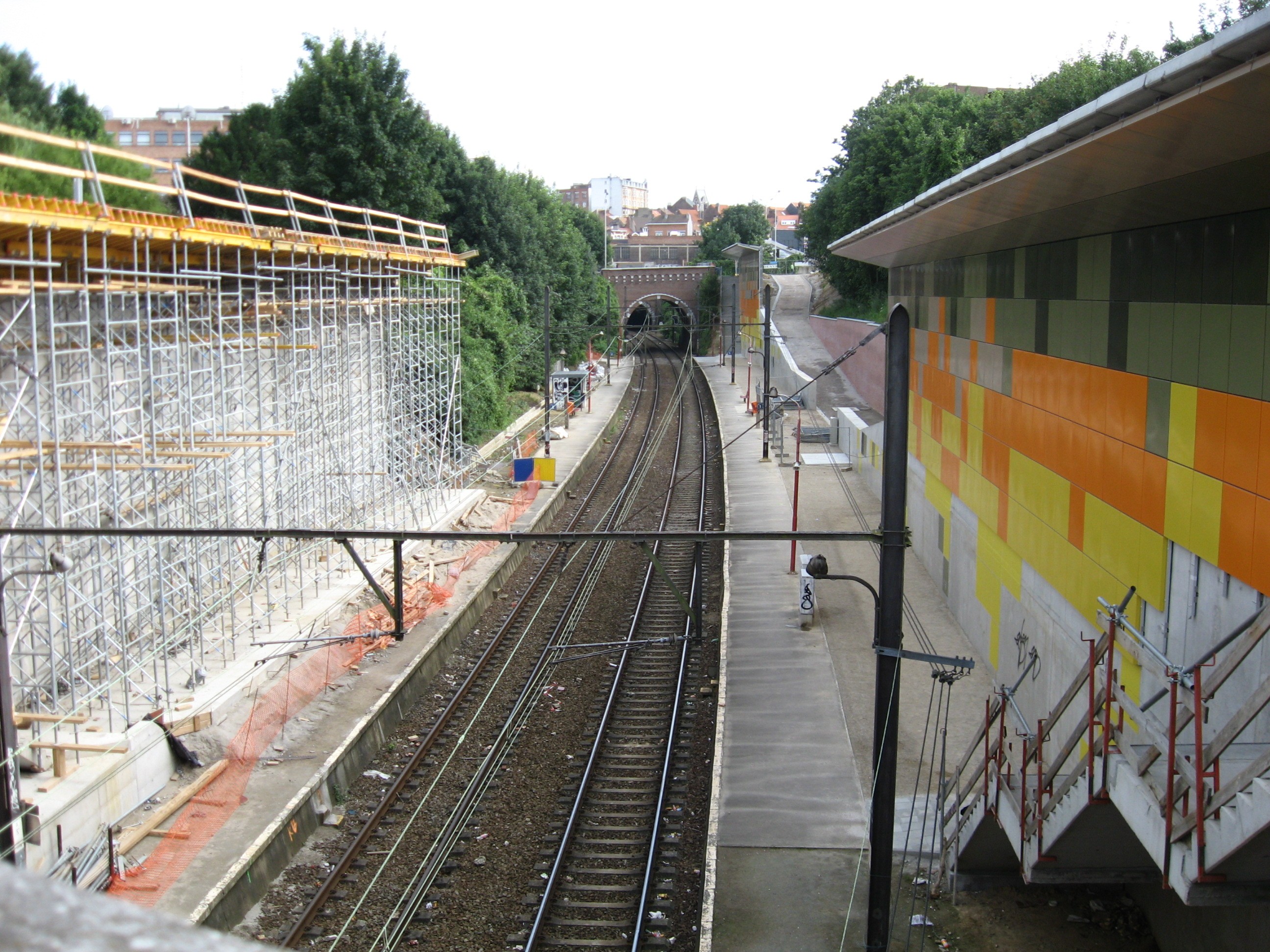
Bahnhof Meiser mit Blick in Richtung Schuman-Josaphat-Tunnel

Das Projekt begann im Juni 2008 und sollte ursprünglich mit der Inbetriebnahme im Dezember 2015 abgeschlossen werden. Laut Bauherrin Infrabel sollte sich die Inbetriebnahme wegen der derzeitigen „allgemeinen Sicherheitslage“ auf den 9. April 2016 verzögern. Letztendlich eröffnet wurde der Tunnel am 4. April 2016.
Der Tunnel beginnt in der Rue Archimede/Archimedesstraat und verläuft unter der Avenue de Cortenbergh/Kortenberglaan, der Rue Stevin/Stevinstraat und unter dem bestehenden Belliard-Tunnel. Die Strecke verläuft anschließend über den Place de Jamblinne de Meux/Jamblinne de Meuxplein zur Avenue Eugène Plasky/Eugène Plaskylaan und Avenue Émile Max/Émile Maxlaan, wo ein Anschluss des neuen Tunnels an die bestehende unterirdische Bahnlinie besteht.
Eine Arbeitsgemeinschaft, die zu 60 % aus Gesellschaften der niederländischen BAM-Gruppe (Wayss & Freytag Ingenieurbau AG, Galère, CEI-De Meyer) und zu 40 % aus nicht zur BAM-Gruppe gehörenden Firmen (Jan De Nul, Franki Geoconsult) besteht, hat den Auftrag zur Herstellung dieser Bahnverbindung erhalten. Zu dem Projekt mit einem Gesamtvolumen von über 200 Millionen Euro gehört auch die Anpassung des Bahnhofes Schuman. Da der Tunnel durch ein Wohngebiet verläuft und bei den EU-Institutionen beginnt, bemühte man sich, die Belastungen durch die Baustelle gering zu halten, so dass ein Großteil der Baumaßnahmen unterirdisch erfolgte.
Ein Teil des Tunnels wurde direkt unter einem existierenden Autotunnel ausgehoben. Die Fahrebene des Autotunnels wird dabei als temporäre Dachkonstruktion des Bahntunnels verwendet.